# ハーボット
ハーボット（Harbot）は、ソネットエンタテインメント株式会社が提供していた、ホームページ用パーツを中心とする一連のサービスと、そこに用いられていたキャラクターの名称である。サービスは2001年10月10日に開始され、2008年7月31日に終了した。
韓国で2005年にサービスを開始されたが、不明な日付でサービスを終了した。2006年にはflashアニメ『씽씽씽! 동요나라（シンシンシン! トンヨナラ）』が放送された。

## 概要
ハーボットは、インターネット上に住む小さな住人で、アクセスカウンターやリンク集などといったHP運営の際に必要となる事項のお手伝いをしてくれる。ホームページ・ブログの管理人はもちろん、訪問した人も話すことが出来る。
ホームページやブログに付ける「Harbot Homepage」と、日記帳に付ける「Harbot Diary」が存在していた。
2003年には、文化庁メディア芸術祭の第7回のエンターテインメント部門において審査委員会推薦作品になった。

## 歴史
試験運用当時は、Javaアプレットにより提供されていたため、表示されるまでに時間がかかっていたが、正式サービス開始時にはMacromedia Flashに変更され、表示もスムーズになった。
- 2001年6月26日 試験運用開始
- 2001年10月10日 サービス開始
- 2003年11月 「Harbot Diary」サービス開始
- 2005年11月8日 ブログへの設置に対応
- 2008年4月22日 新規登録終了
- 2008年7月31日 全サービス終了

### 書籍
- ソニーコミュニケーションネットワーク 『まるごとHarbot ハーボット公式ガイドブック』 秀和システム、2003年、ISBN 978-4798004600。

## 詳細

### 設置
サービスを申し込んでハーボックスと呼ばれる表示領域を設置し、ゲートステーションに入ってURLの登録をする。するとハーボットの招待画面になり、数分ほどで気に入るハーボットがくる。するとハーボットはオーナーかどうかを聞くので、ハーボックスでオーナーであることを教える。その後、ゲートステーションで認証を行い、オーナーとハーボットの名前をつければ、挨拶のあとに登録が完了し、使用できるようになる。
別記の#オプションサービスを申し込まない限りハーボックス内にはSo-netによる広告が表示されるが、ホームページやブログのサービス提供業者を介さない広告であるため設置が規約の禁止事項に抵触する場合もあった。

### 名前
ハーボットには設置の際に名前を付けることができる。ただし、後から変更することはできない。設置の際はオーナーの名前も聞いてくるが、これも変更できない。
訪問者でも、ゲームをしようとした場合やページの評判を聞かれた際、ハーボットが訪問者の名前を知らないと名前を聞いてくる。ここで入力した名前はゲームのスコアや、ビジターノートに反映される。

### 住まい
ハーボックス内に住んでいるが、ときどきお散歩をすることもある。なおハーボックスにはフレームがあり、ユーザーは必要に応じて好きなフレームを選べる。ボックスには○・×・?の3種類のボタンがあり、?を押すとお話が出来る。
お散歩の際は、ハーボックス内に「光る」ツノを残していく。この状態のときは、訪問者はもちろん管理人も話しかけができない。(ダイアリーを開くことは可能である。)

### 調子・性格
ハーボットの調子はオーナーモードでの話しかけ回数が多いとよくなり、少ないと悪くなる。
またハーボットも人間と同じく個々で性格が異なり、今までに5通り確認されている。どの性格を持つハーボットが来るかはまったく不明で、後からの変更はもちろん招待時に性格を選ぶことも不可能である。

### 食べ物
ボックスが取り付けられているページ内のデータを食べ物としている。(通称で「ご飯」と呼ばれている。)ページを更新すると「ご飯」が新しくなるが、ページを更新していないとどんどん古くなってしまい、最後には「ご飯」がない状態となる。「ご飯」がない状態が続くと、家出をするといわれている(しかし、実際に家出をされたユーザがいないことから「実は最初から家出する設定がない」「ハーボットの家出は都市伝説」とまで言われている)。
なお、「ビーコン」を設置すると、そのページにあるデータも「ご飯」の対象になる。
ブログに設置した場合、ホームページに設置した場合とは違う「ご飯」が見られる。食べ方も、ホームページに設置した場合とは異なる。

### Harbot Diary
日記やスケジュールをハーボットと一緒に付けるものであるが、概要は「Harbot Homepage」と同じである。(「ご飯」は、日記のデータである。)尚「Harbot Homepage」とは異なりホームページを持っていなくても楽しむことが出来る。またダイアリーはハーボットがお散歩中であっても開くことができる。
日記やスケジュールを付ける際は、「スタンプ」というものを使う。まずスタンプを打ち、そこへに日記や予定を書き込む。

### オーナーモード
管理人が話しかける際は、○→○→×→×の順にクリックするとハーボットがパスワードを聞いてくるので、設置時もしくは後から設定したパスワードを入れると、オーナーモードとなり管理人だけが選べるメニューが出てくる。

#### イベント
オーナーモードに変わるときにたまにイベントが発生する。ハロウィンやバレンタインなどの記念日に多く、体験すると不思議なアイテムをもらえる。これがたまるとアイテムと交換できる。また、イベントで獲得したアイテムのことは、ハーボットがダイアリーに書いてくれる。アイテムや出現するものは未確認情報として案内されている。

### アクセスカウンター
ホームページでよく見られる「アクセスカウンター」の機能も付いている。これを機能させると、10,000番などの所謂「キリ番」や12,345などの「連番」や55,555などの「ぞろ目」20,002などの「ミラー番」などのときにハーボットが記念してくれる。名前を知らない場合は名前を尋ねられる。

### リンク・リンクカード
他のハーボットがいるページへのリンクを張り、ハーボットの友達の輪を広げる事ができる。
リンクを張るには、オーナーモードの「リンクする」より張りたいページのボックスをあき、リンクしたいページに進む。すると、ここのホームページの紹介が書かれた「リンクカード」を相手のハーボットに渡す。相手がリンクを承諾すればリンクが成立する。
リンクしたくない・リンクをやめたい場合は、カードを返すこともできる。
リンクしたページへ行くには、「知り合いのとこ」より行きたいページが表示されたら○をクリックする。するとハーボットがそのページへ案内してくれる。
なおリンクカードはゲートステーションで作成できるが、ゲートステーション内でチェックしてもらう必要がある、チェックをパスすればリンクカードが使用可能になり、ハーボリオンにもページ紹介が載る。

### ゲートパス・ゲートステーション
サービスを申し込むと、ゲートパスと呼ばれるユーザーの情報が記録されたパスが交付される。これにはメールアドレスやパスワードが入っており、ステーションに入るにはここで設定したメールアドレスとパスワードを入力する。認証できればステーションに入ることができ、アイテム購入や設定変更ができるようになる。

### ハーボリオン
ホームページの裏側にある、ハーボットたちが生息している空間のこと。いくつかの星で構成され、自分が所属する星はハーボックスを取り付けているホームページのサーバーで決まる。ナビゲーターを使えばご近所はもちろん他の星へも遊びに行くことができる。

### ギフト
年2回、サマーギフトとウインターギフトがある。お中元やお歳暮と同じく日ごろお世話になっている方のハーボットにグッズなどのプレゼントができる。贈れるのはリンク登録をしているハーボットのみで、1体のハーボットにつき1つだけである。また1つのギフトを複数のハーボットにプレゼントすることもできない。
なお、ギフトを贈る際は後述のオプションサービスに加入する必要がある。ただし受け取りはオプションサービス未加入のハーボットでもよい。

#### フラワーギフトキャンペーン
2006年1月20日から始まったギフトキャンペーンである。当初は2005年12月21日開始予定であったが、事情により延期された。
ゲートステーション内に設置された「秘密のドア」に入り、バー・マシンに「バーマ島」を映し出し、「ミニゲート」からハーボットを呼び出して、「不思議なタネ」をまいて花を育てる。
なお、「不思議なタネ」を育てる場合は後述のオプションサービスに加入する必要がある。
- 12時間ごとに「タネ→双葉→葉→つぼみ→花」と成長し、タネをまいてから花が咲くまでには48時間かかる。
- タネは、カプセルと水で育てる。カプセルや水は「サイ・マシン」と呼ばれる機械に取り付けられたボタンで呼び出すが、カプセルは赤・青・黄の3種類あるため、一度カプセルボタンを押した後は、さらにマシン上部のカラースイッチを押して色を指定してあげる必要がある。
- 「不思議なタネ」を育てる際は、サイボンから「サイ・マシン」を通してアドバイスをもらうこともできる。
- 「不思議なタネ」の成長は、ノートに記録される。ノートは「サイ・マシン」から呼び出せ、今までに育てた花やその花の育成記録を見ることができる。なお、まだ咲いていない花は名前の欄に「???」と表示され、花の画像も「?」マークとなる。
- 花が咲いたあと、撮影を行うと「ギフトフルーツ」ができる。まだもらっていないギフトの場合は持って帰るが、すでに持っているギフトの場合はメッセージをつけて飛ばすこととなる。(メッセージはつけなくてもOK)飛ばすこととなるギフトフルーツには、上にイチゴのヘタのようなものがつく。
- タネの状態は、「タネクロック」で知ることもできる。

### Harbot News Network
ハーボットに関する最新情報・障害情報などが掲載されている。月の初旬頃に放送されるデンボンニュースの再放送を視聴することができる。通称HNN。

#### デンボンニュース
主に定期メンテナンス前に行われるものであり、1度だけハーボット表示前にメンテナス情報やイベント情報(未確認情報)が放送される。

## サービス
ハーボットでは、さまざまなサービスを楽しむことが出来た。

### 雑貨「ばらん」
ここでは、ハーボットと遊べるアイテムや便利なグッズが入手できる。今までにハーボットが体験したことを書き留めるノートや、さまざまな種類のゲームがある。ギフトアイテムも個々で入手できる。

### プラントショップ「ZO-KA」
ここでは、花の種を育てることが出来る。オーナーモードで様子を聞くと育っていくが、様子を聞かない日が続くと枯れてしまう。咲いた花も、普通の花と同じく一定期間が経過すると散ってしまう。
なお1回種を購入すると、花が散るか枯れるまで新しい種を手に入れることは出来ない。

### フレーム工房「フレーマ」
ハーボックスやダイアリーのフレームを選ぶことができる。ハーボックスは「ベーシック」・「季節もの」・「パターン」・「変わりもの」から、ダイアリーは「シンプル」・「パターン」・「ユニーク」から選択できる。なお無料ユーザーが選べるハーボックスは「ベーシック」、ダイアリーは「シンプル」のみである。

### Harbot Cafe
ハーボットについて、オーナー同士で語らいができるサービス。ハーボットに関する質問やネタバレ情報や雑談などができる。
利用するには、オプションサービス(後述)に加入する必要がある。

### ラボシップ「ブラブラー」
不思議な出来事を体験したことで拾ったものは、ここでアイテムと交換できる。

## アイテム
ハーボットでは、さまざまなアイテムがある。アイテムはロッカールームに格納される。

### ハーボノート
ハーボットがその日の出来事やその日の気分などを書きとめておくノート。不思議な出来事を体験した場合に拾ったアイテムもここに書き留められる。

### ビジターノート
その日に訪れた訪問者のことを書きとめるノート。名前を知っている人がくると、そのノートに書き込まれる。

### さがしもの辞書
ホームページ内にある言葉を探した際、そのキーワードを書きとめておく辞書。

### ビーコン
ページに貼り付けると、そのページが「ご飯」や「探し物」の対象になる。

### ゲーム
ハーボットと遊べるゲームのこと。スコアを記録するため、名前を知らない場合は名前を聞いてくる。

#### ハーボカート
タイムトライアル型レースゲーム。ハーボットが乗ったカートをうまく操作し、好タイムを目指す。コースは3種類あり、どのコースも3周で完走となるが、3回クラッシュするとゲームオーバーとなる。ハイスコアはコースごとに6位まで記録される。
このゲームのみ、すべてのハーボットユーザーがロッカーに追加できる。

#### ハーボカード
いわゆる神経衰弱。A〜7までのカードとハーボットのカードをあわせた30枚のカードを、できるだけ早い時間でめくり切りハイスコアを目指す。ボーナスゲージがありこれは時間の経過や間違いによって減る(取れるはずのカードを取れないと減る度合いも大きくなる)が、うまく合えば増える(ハーボットのカードであれば一気に最大に成る)。ゲージが高いほど点数は増え、ゲージが最大になると大量ボーナスが入るが、同時にカードがシャッフルされる。
プレーヤー1人で30枚のカードをめくり切る「一人モード」と、ハーボットと協力する「一緒モード」がある。尚ハイスコアは「一人モード」でのみ5位まで記録される。

#### ホッケー
エアーホッケーに近いゲーム。ハーボットと対戦し、先に5点とったほうが勝利となる。モードはやさしい・ふつう・むずいの3種類がある。ハイスコアはクリアまでにかかった時間が短い順に5位まで記録されるが、むずいモードでハーボットに勝った場合しか残らない。

#### 黒と白
いわゆるオセロゲーム。コマを自分の色ではさむとひっくり返って自分のコマになる。マスがなくなる・どちらかのコマ数が0になる・双方が「パス」になる、のいずれかの状態になったとき、コマ数の多いほうが勝ちである。
ハイスコアは、ハーボットに勝利するまでにかかった時間が短い順に5位まで記録される。

#### スター☆ボウル
ボウリングゲーム。対戦モードとペアモードがある。対戦モードはハーボットと投げあいスコアの高いほうが勝ちで、ペアモードはハーボットと1球交代で投げ高いスコアを目指す。ハイスコアはスコアの高い順に5位まで記録されるが、対戦モードではハーボットに勝った時のみ記録される。
ボールは投球位置を決めて「パワーカーソル」をドラッグしたあと離せば投げられる。パワーを強くすると照準が狙いにくくなる。

#### スター☆ウォーク
横スクロール型アクションゲーム。障害物を飛び越えながら、全3ステージのクリアを目指す。
「ジャンプ」ボタンをクリックするとジャンプし、ボタンが赤いときにクリックするとハーボットが空中回転して普通より長い距離をジャンプできる。一定時間空中浮遊ができる「浮き玉」もある。星を取ると点数が増えるが、穴に落ちたり障害物に当たったりするとツノ(ライフ)が1つ減り、全部なくなるとゲームオーバーとなる。
ハイスコアは、クリアまたはゲームオーバーの際に上位5位まで記録される。

### べんりバッグ
ラボシップ「ブラブラー」でもらったアイテムは、この中に格納される。無料ユーザーでもアイテム取得は可能である。
現在次の3種類があるが、現在「ひろったもの」9個で交換できるアイテムを開発中である。

#### ヒジョーごはん
旅行などでページ更新が行えない場合に便利なアイテム。「ご飯」がなくなってから一定時間が経過すると食べ始める。
「ブラブラー」では30日単位でもらえる。「ひろったもの」3個で交換できる。

#### シューダイス
オーナーがあらかじめ設定した「マイ番」を踏むと、転がした目によって不思議な出来事が起こるアイテム。「ひろったもの」6個で交換できる。
「マイ番」は6つまで設定できるが、「10000」などの「キリ番」など、ハーボットがお祝いしてくれる番号は設定できない。

#### シューライダー
ハーボットのお散歩用アイテム。実態は高性能スクーターで、走行距離も表示される。「ひろったもの」12個で交換できる。

## オプションサービス
ハーボットサービスは無料であるが、有料のオプションを申し込むことも出来る。なおこのサービスを利用する場合はSo-netの「こんてんつコース」に入会する必要がある。またいったんサービスを申し込むと、無料サービスに戻すことはできない。強引に戻そうとするとハーボットのサービス自体が解約されてしまう。
クレジットカード会員でSo-net接続サービスを申し込んでいる場合、一般ユーザーよりも利用料が安くなる。

### スター☆ゲートパス
このパスを取得すると、以下の特徴がある。
1. ハーボックスのフレームに広告が入らない
2. 普通のゲートパスでは入手できない、特別アイテムが手に入る
3. 普通のゲートパスでは選べない、ハーボックスのフレームが選べる
4. So-netからEメールによるサポートが受けられる
5. オーナー同士のコミュニティスペースである「Harbot Cafe」が利用できる
6. リンク先へプレゼントを贈る「ギフト」が利用できるようになる

なお、このサービスを利用する場合はクレジットカードが必要となる。

### コスモ☆ゲートパス
このパスは「スター☆ゲートパス」の上位パスである。(そのため、このパスを申し込むと「スター☆ゲートパス」への変更は不可能になる。)
このパスを取得すると、「スター☆ゲートパス」で得られる機能に加え、以下の特徴がある。
1. ダイアリー内に広告が出ない
2. 普通のゲートパスや「スター☆ゲートパス」では選べない、ダイアリーのフレームが選べる
3. 利用できるスタンプの種類が増える
4. ダイアリーをホームページで公開できる
5. ダイアリーで、写真やお絵かきが可能になる

このサービスは、クレジットカードの他にWebMoneyでの支払いも可能である。